# 싱가포르 국립경기장
싱가포르 국립경기장(영어: Singapore National Stadium, 말레이어: Stadium Nasional Singapura, 중국어: 新加坡国家体育场, 타밀어: சிங்கப்பூர் தேசிய அரங்கம்)은 싱가포르에 있는 국립경기장이다.
2007년에 폐장한 기존의 싱가포르 국립경기장을 철거한 뒤 2011년 싱가포르 국립경기장의 재건축 작업에 들어갔으며, 2014년 완공되었다. 주로 축구, 럭비, 크리켓 경기 및 각종 행사를 개최하며, 수용 인원은 55,000명이다. 돔과 개폐식 지붕을 갖춘 것이 특징이며, 트랙이 접이식 가변석 되어 있어 축구 전용 경기장과 육상 경기장 겸용이 가능한 다목적 경기장이다.

## 갤러리

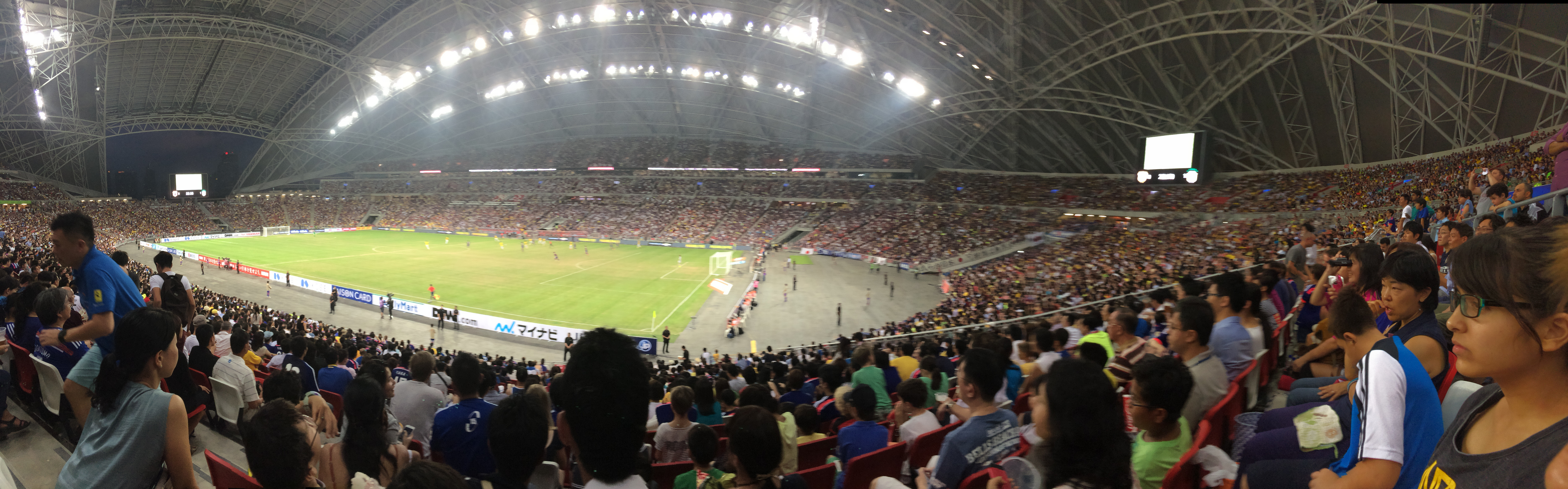
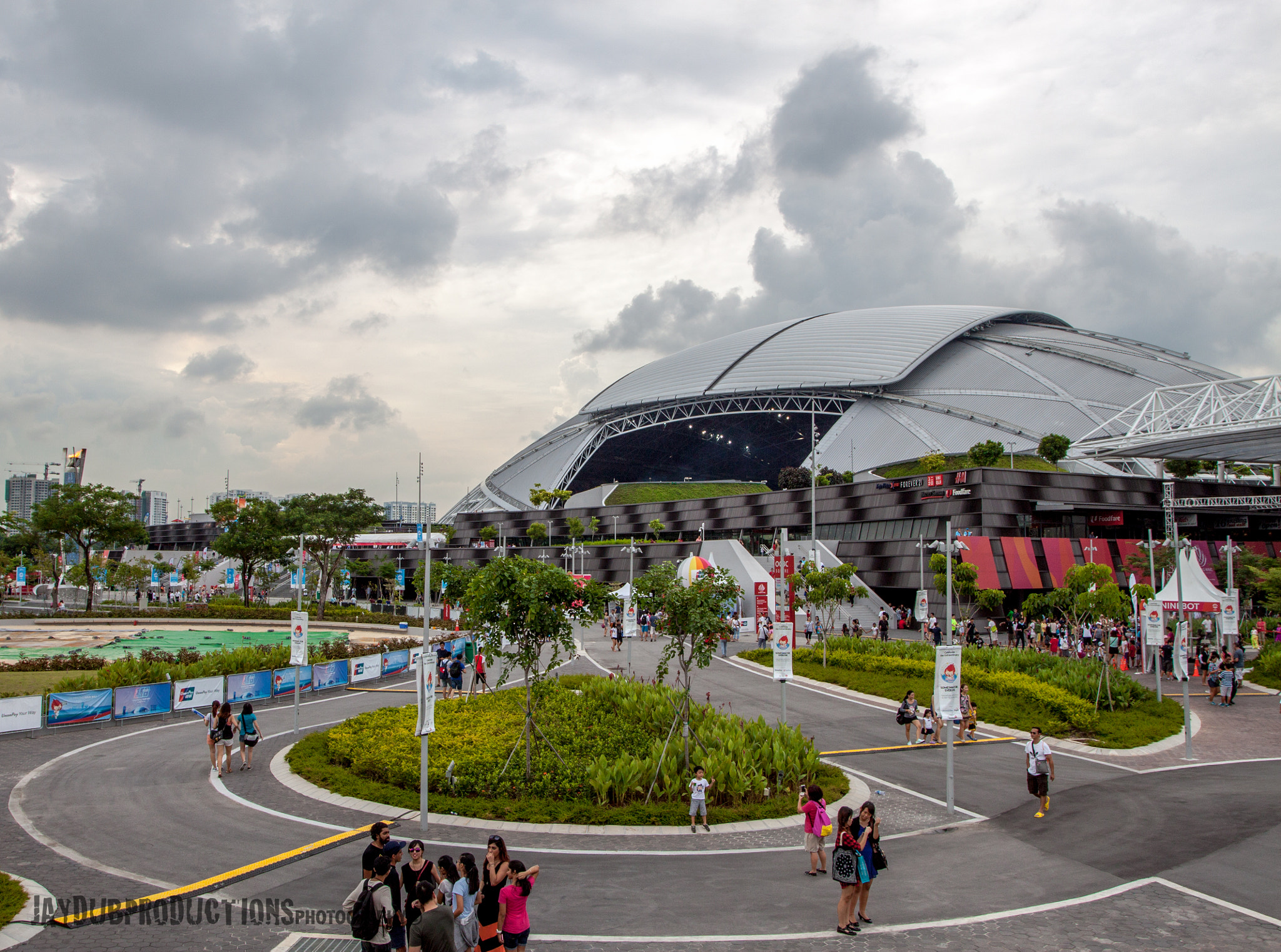
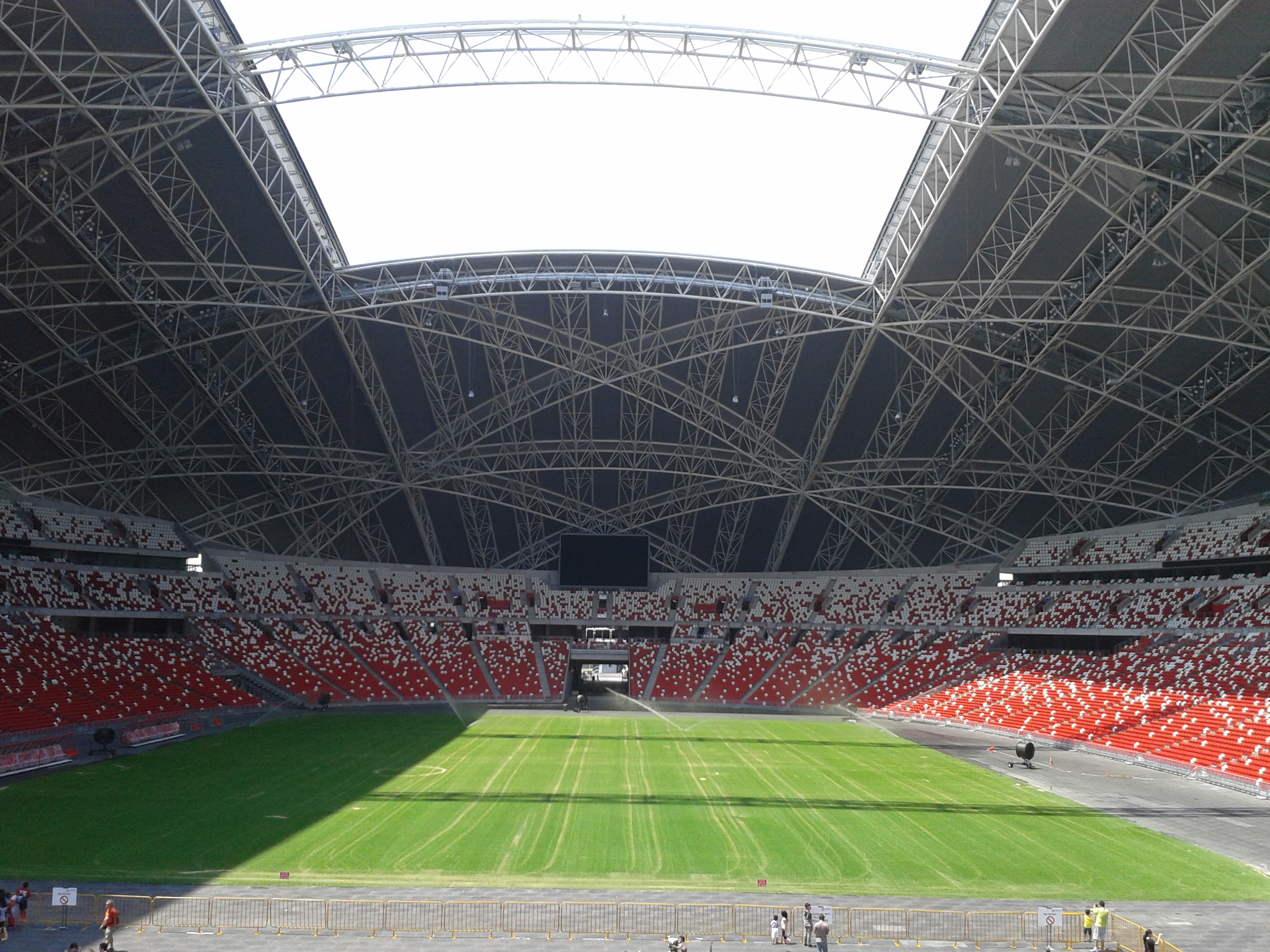
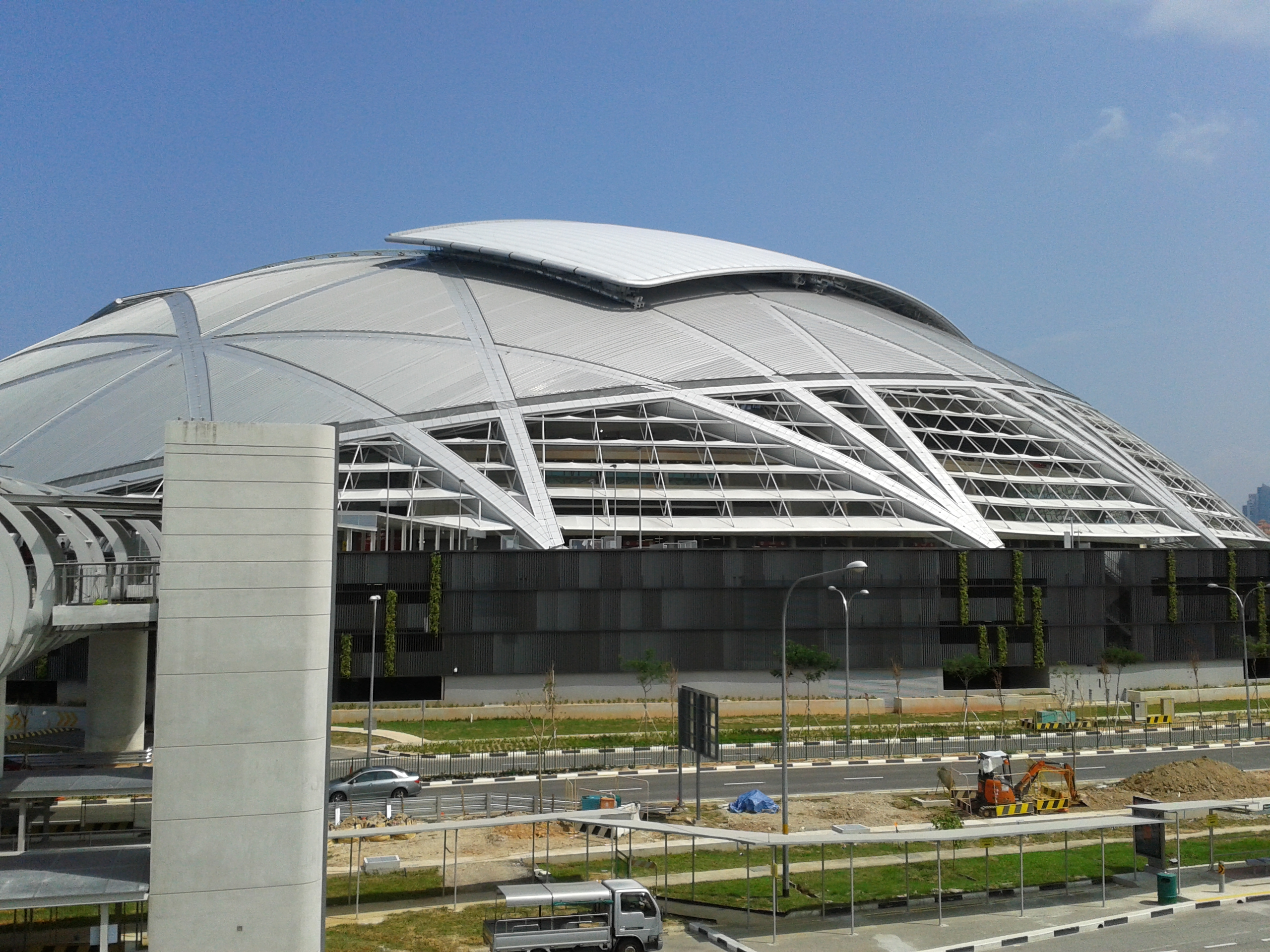
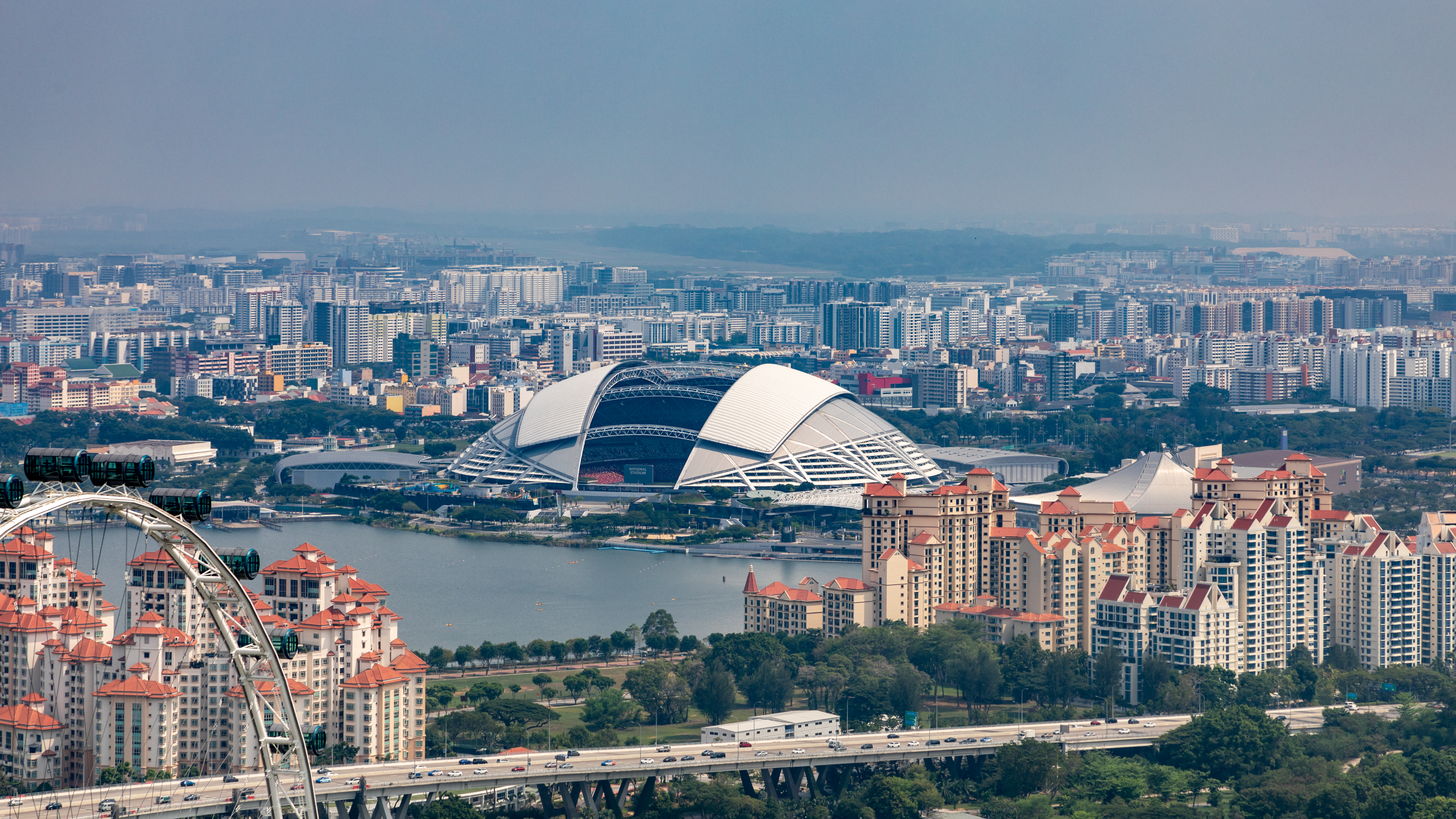
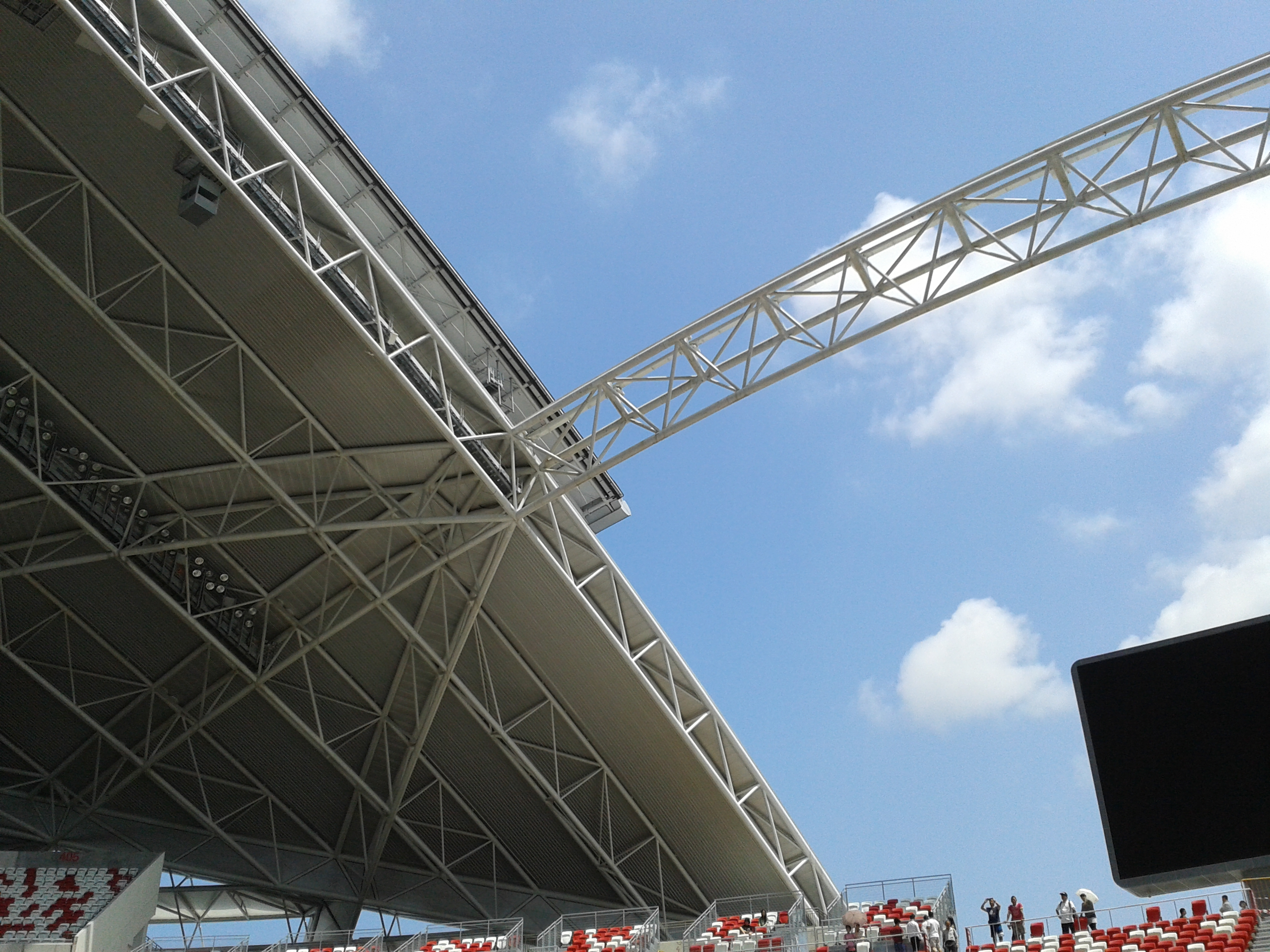
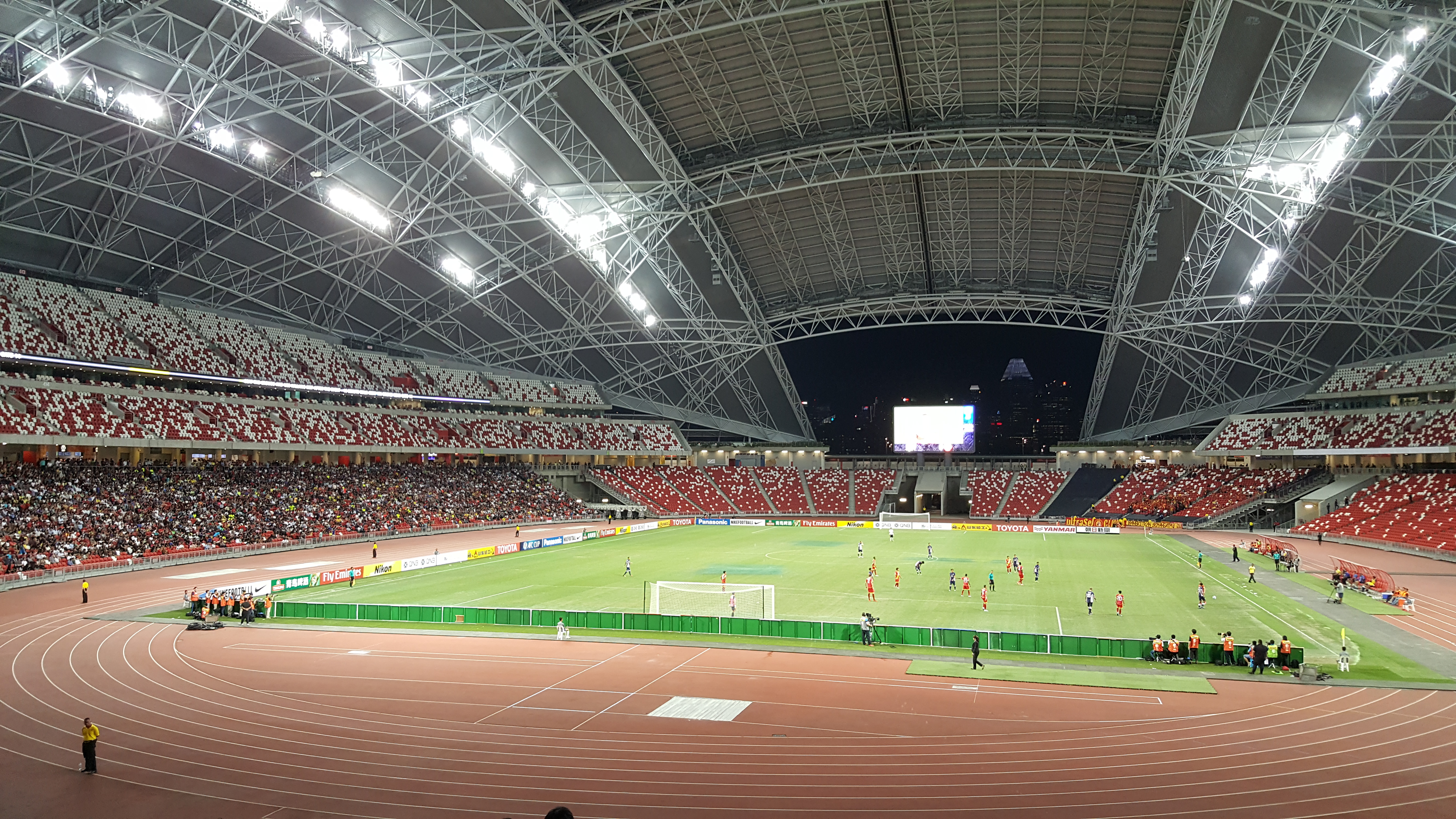
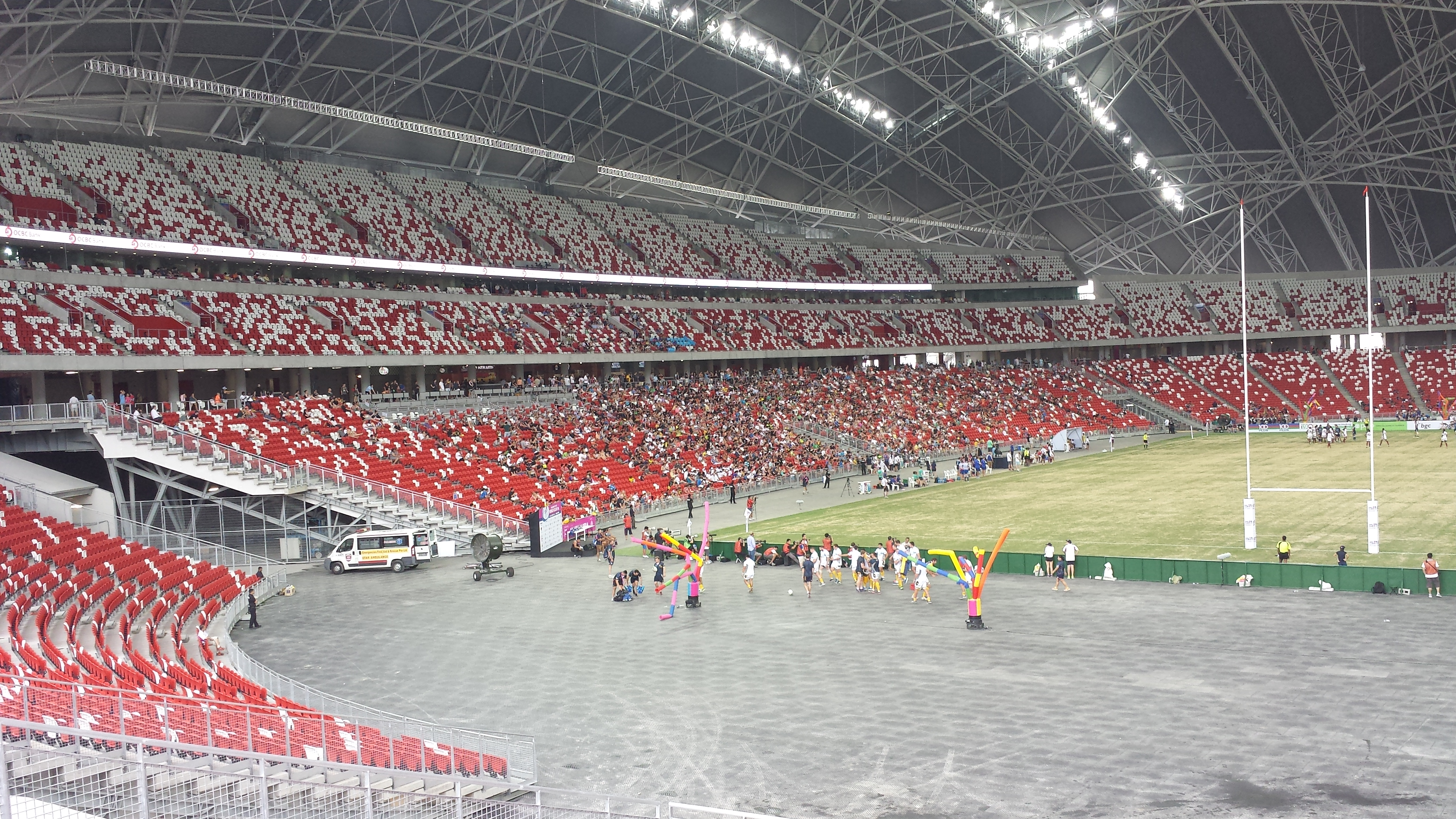